# Praag-Lipence
Praag-Lipence (Tsjechisch: Praha-Lipence) is een gemeentelijk district van de Tsjechische hoofdstad Praag die samenvalt met Lipence, een voordorp van Praag in het uiterlijke zuidwesten van de stad. Het district is onderdeel van het administratieve district Praag 16.
Lipence grenst in het noorden aan Praag 16-Radotín en in het oosten aan Praag-Zbraslav. Ten zuiden en westen van het district ligt de gemeentegrens van Praag. Aan de zuidkant ligt de gemeente Jíloviště aan de andere zijde van de grens. Aan de westzijde vormt de rivier de Berounka de grens. Aan de westoever van de rivier ligt de gemeente Černošice.
Praag 1 · Praag 2 · Praag 3 · Praag 4 · Praag-Kunratice · Praag 5 · Praag-Slivenec · Praag 6 · Praag-Lysolaje · Praag-Nebušice · Praag-Přední Kopanina · Praag-Suchdol · Praag 7 · Praag-Troja · Praag 8 · Praag-Březiněves · Praag-Ďáblice · Praag-Dolní Chabry · Praag 9 · Praag 10 · Praag 11 · Praag-Křeslice · Praag-Šeberov · Praag-Újezd · Praag 12 · Praag-Libuš · Praag 13 · Praag-Řeporyje · Praag 14 · Praag-Dolní Počernice · Praag 15 · Praag-Dolní Měcholupy · Praag-Dubeč · Praag-Petrovice · Praag-Štěrboholy · Praag 16-Radotín · Praag-Lipence · Praag-Lochkov · Praag-Velká Chuchle · Praag-Zbraslav · Praag 17-Řepy · Praag-Zličín · Praag 18-Letňany · Praag 19-Kbely · Praag-Čakovice · Praag-Satalice · Praag-Vinoř · Praag 20-Horní Počernice · Praag 21-Újezd nad Lesy · Praag-Běchovice · Praag-Klánovice · Praag-Koloděje · Praag 22-Uhříněves · Praag-Benice · Praag-Kolovraty · Praag-Královice · Praag-Nedvězí